# Shangrangu
Shangrangu (kinesiska: 上然姑乡, 上然姑) är en socken i Kina. Den ligger i provinsen Sichuan, i den sydvästra delen av landet, omkring 470 kilometer väster om provinshuvudstaden Chengdu.
Genomsnittlig årsnederbörd är 834 millimeter. Den regnigaste månaden är juni, med i genomsnitt 213 mm nederbörd, och den torraste är december, med 3 mm nederbörd.